# シティ・オブ・ロンドン
シティ・オブ・ロンドン（英: City of London）は、イングランドのロンドン中心部に位置する地区である。周辺地域とコナベーションを形成し、現代のメトロポリス・ロンドンの起源となる地域で、範囲は中世以降ほとんど変わっていない。単にシティ（The City）、またはスクエア・マイル（Square Mile）とも呼ばれる。シティの行政はシティ・オブ・ロンドン自治体が執行している。この自治体の首班はロンドン市長（Lord Mayor of London）である。2000年に再設置された大ロンドン庁のロンドン市長（Mayor of London）と異なる。
シティは英国のGNPの2.5パーセントに貢献しており、ロンドン証券取引所やイングランド銀行、ロイズ本社等が置かれる金融センターとしてニューヨークのウォール街と共に世界経済を先導し、世界有数の商業の中心地としてビジネス上の重要な会合の開催地としても機能している。
1990年代初期に、IRA暫定派がシティ内に複数の爆弾を仕掛けて爆発させる事件が発生した。居住する人口はおよそ11,700人だが、金融業を中心に約31万6700人の昼間人口がある。

## 地理

シティの区割り（2003年以降）

シティは面積と人口の点でイングランドの典礼カウンティにて最小であり、人口密度は4番目に高い。シティの境界には、市の紋章が描かれた黒いボラードと、ドラゴン境界標の像が設置されている。

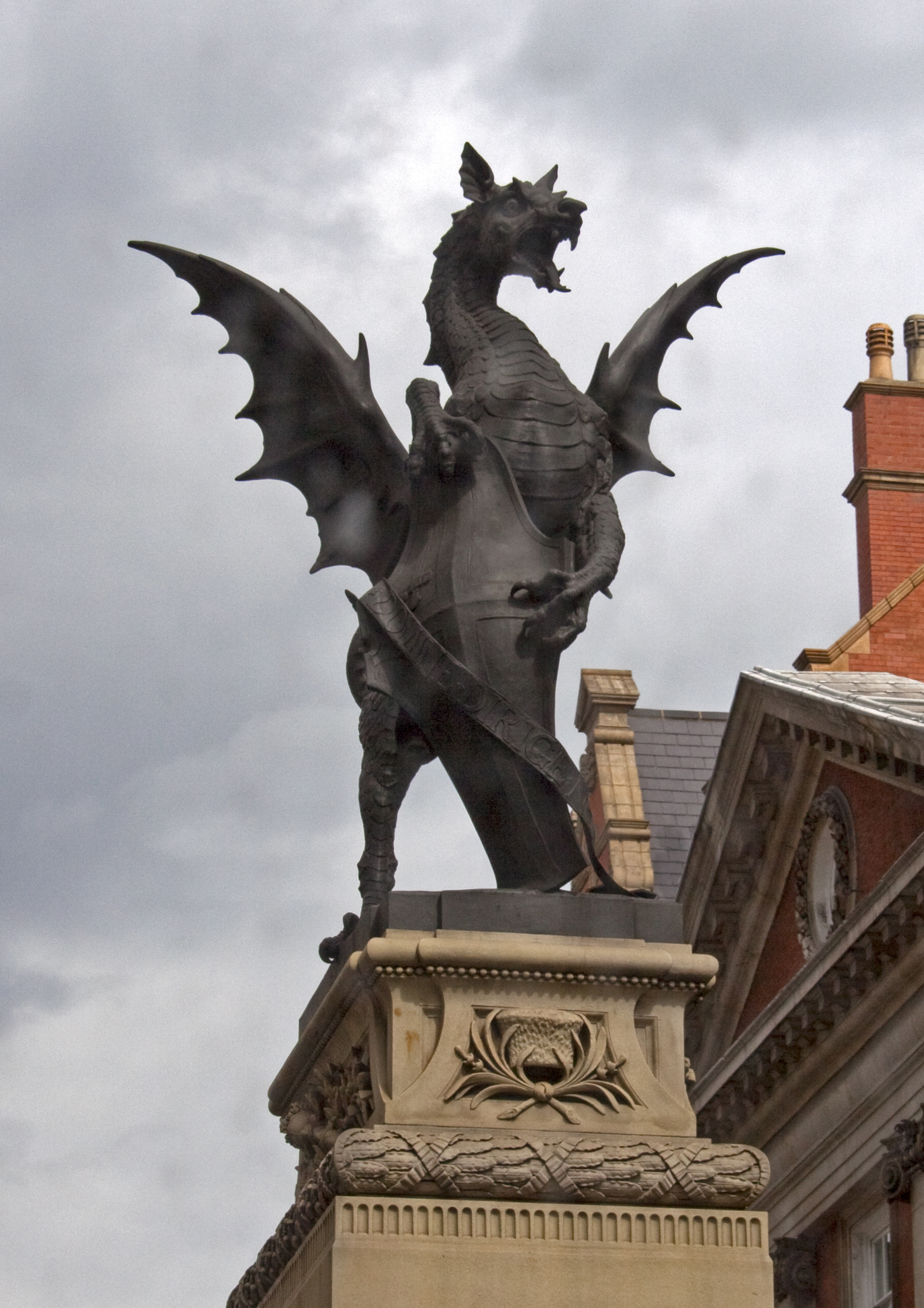
テンプルバーの1849年オリジナルのドラゴン像
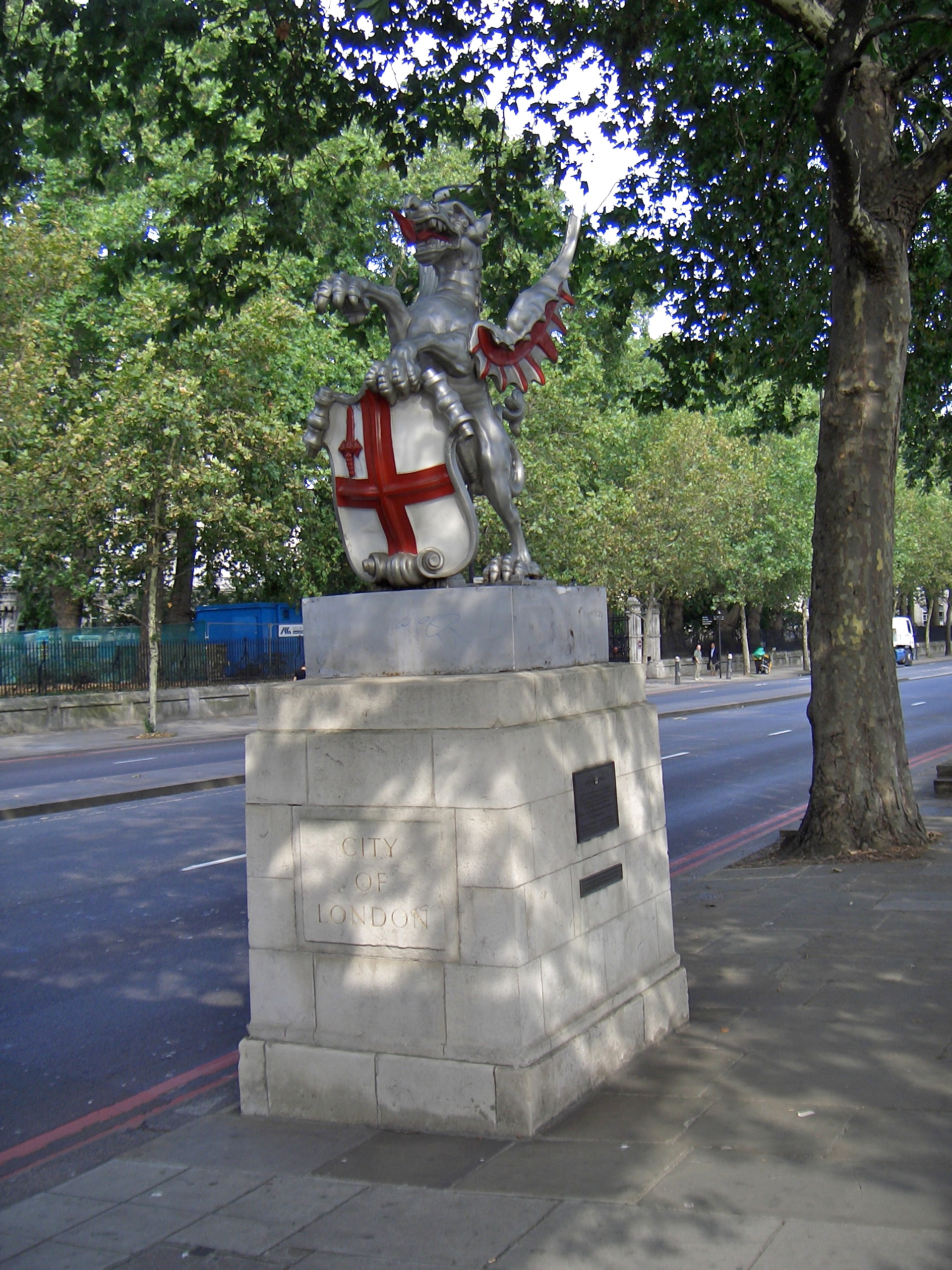
石炭取引所の1849年オリジナルのドラゴン像
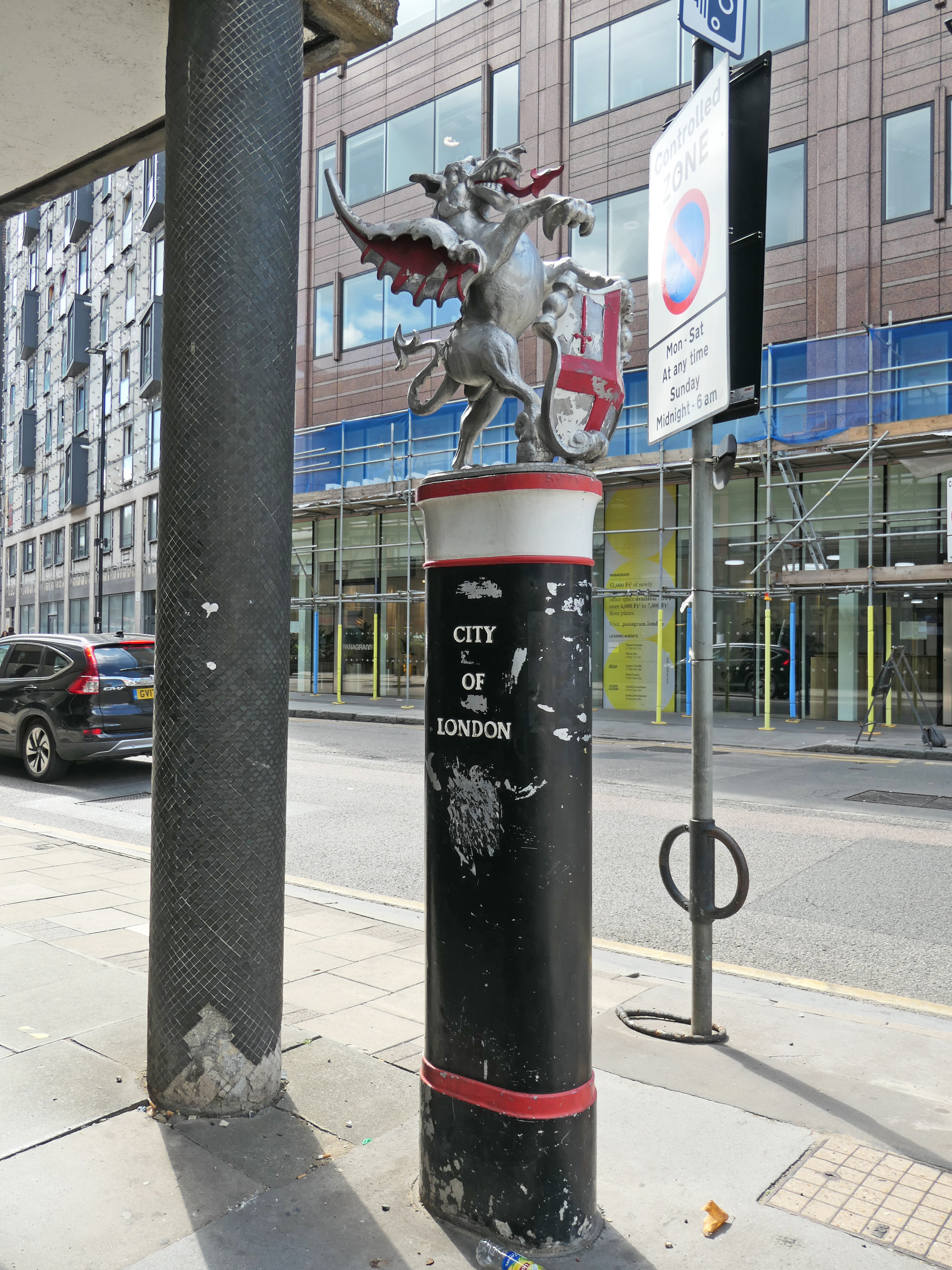
Aldersgateの境界ボラード
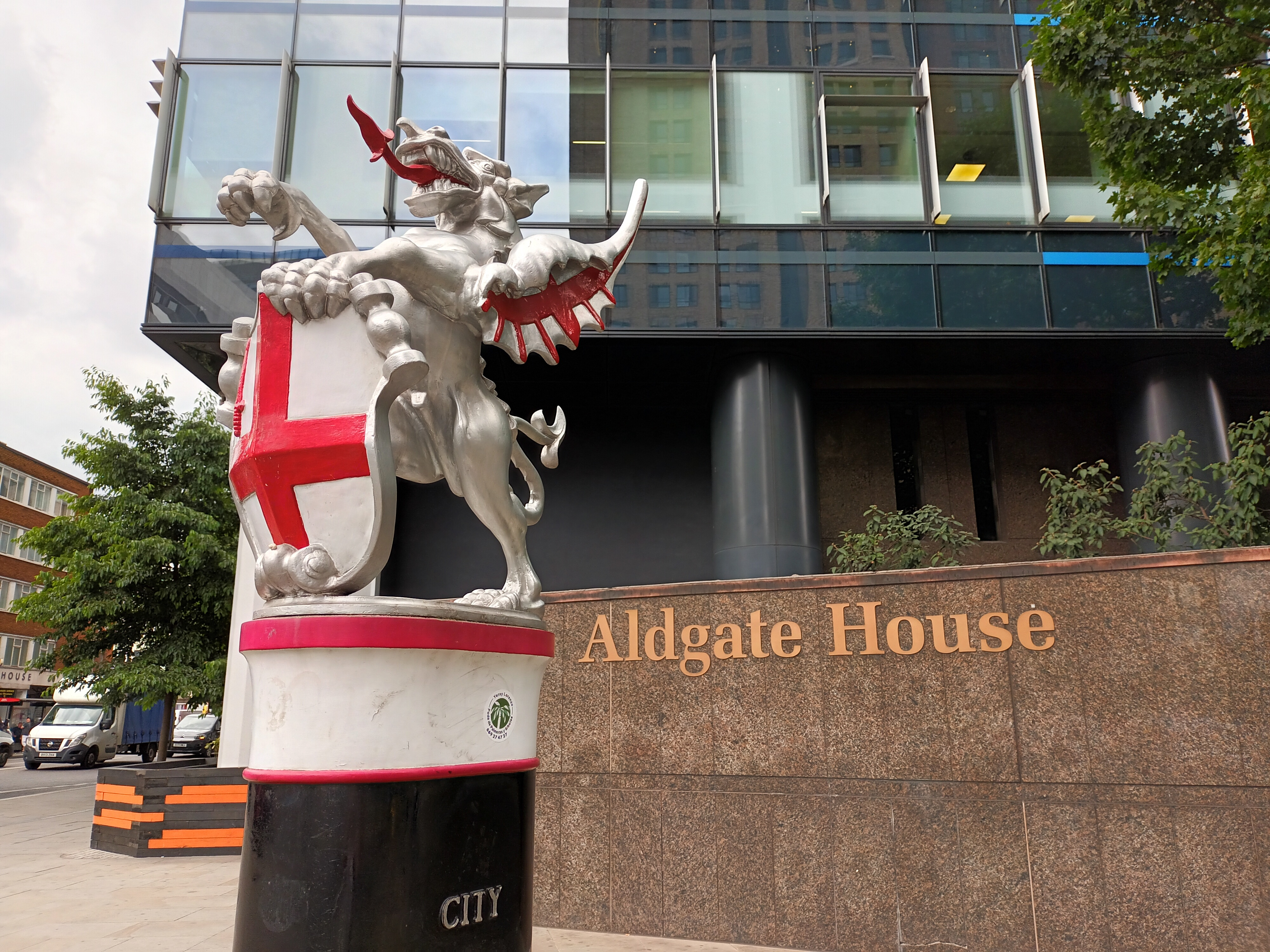
ドラゴン像の拡大部

現在のドラゴン像はロンドン市周辺に14体存在しており、オリジナルのままの像は2体で、石炭取引所と。テンプルバー付近に設置されている。

## 歴史

### マグナカルタまで
ローマ人によるブリテン島進出は、紀元前から行われていたが、紀元43年頃に、既にあったローマ人居住地間の行き来を便利にするためにテムズ川に木造の橋が掛けられた（現在のロンドン橋）。橋の位置はイングランド南部の比較的海に近い所で、幅・深さも海船が乗り入れるのに十分であり、国内外の物資輸送に好都合であった。そこで紀元50年頃に川の北岸に居住地を作り、ロンディニウム（Londinium）と名付けた。町の周囲には城壁が築かれ、ローマ軍が駐屯した。3世紀末にローマ軍内部で反乱がおき（Carausian Revolt）、4世紀後半には北方のハドリアヌスの長城がケルト人によって破られた。ブリテン島に軍隊を駐留させる費用は年々大きくなり、410年に皇帝ホノリウスは諸都市に自衛を命じてブリテン島から軍を撤収する決断をした。
6世紀に大陸から渡ってきたアングロ・サクソン人の部族国家が生まれ、七王国時代の幕開けとなった。紛争が絶えなかったため、シティの市街地は長きにわたってローマ人の残した城壁の外側に広がることはなかった。シティにおけるキリスト教団の拠点となるセント・ポール大聖堂が607年頃に建てられた。当時のシティの建物は木造建築が主体で、しばしば火災が発生した。アゼルスタンがデーンロウの奪還に成功し、イングランドの基礎を築いた。1078年、ウィリアム征服王は、城壁の南東角地に要塞の建設を命じた。これが後のロンドン塔の中核部分となり、イングランドの政治の中心地としての地位が固まった。
12世紀ヨーロッパ人、特に北イタリアのロンバルディア人が移住してきた（ロンバード・ストリート）。このころシティ議会の原型が生まれた。1215年のマグナ・カルタはシティが国際市場化するきっかけとなった。シティは、1203年までに24区に分けられていたが、1394年にファリントン区（Farrington Ward）が二分され25区となった。シティ参事会は各区長で構成され、そこから毎年の長を選んだ。区長は各区の市議会と行政を担った。参事会と市議会の双方に、同業者ギルドが多くの代表を出した。

### 国際金融市場の形成
1550年、シティに新しく一区が設けられ、全部で26区となった。5年後にモスクワ会社の前身が勅許を得た（Company of Merchant Adventurers to New Lands）。1570年、トーマス・グレシャムと彼の国際人脈がシティに王立取引所を設けた。これは欧州アントウェルペンのそれを模したものであった。銘柄と郵便の国際化により、王立取引所の利便性は向上した。1592年レバント会社が設立され（Levant Company）、その運営が東方問題を国際経済面で惹起した。1616年ジョン・リーマン（John Leman）がシティの長となった。1636年、チャールズ1世の御用金融家（Philip Burlamachi）が政府の手形交換所として中央銀行を構想した。清教徒革命でシティは、軍事費を徴収されたり、娯楽を規制されたりした。1666年ロンドン大火でフリート・ストリートが燃えた。1672年ホア銀行（C. Hoare & Co）が設立された。1712年、創業者がシティの長となった。
1720年、南海泡沫事件が起こる。1725年、減債基金を流用していたロバート・ウォルポールのシティ選挙法が、民主的な市議会の決定を富裕な参事会が拒否できる権限を与え非難を浴びた。1734年イングランド銀行が現住所のスレッドニードルへ移転してきた。1750年にウェストミンスター橋ができたので、ロンドン橋がテムズ川唯一の橋でなくなった。それから十数年、モスクワ会社のアンガースタイン（John Julius Angerstein）がシティで青年期をすごした。1760年、ジョージ3世の即位式に810人のマーチャント・バンカーが参加した。そのうち、少なくとも250人は外国人だったといわれる。2年後ベアリングス銀行が設立された。1773年にロンドン証券取引所が誕生した。翌年ジョン・ウィルクスがシティの長となった。このころイーストエンドのスラム化が社会問題であった。シティの人口は1700年時点で20万人超であったが、1801年は13万人であった。19世紀初頭の大陸封鎖令に政府が対抗措置をとった。これが疲弊したイギリス経済に追い討ちをかけた。1810年マーチャント・バンカーのアブラハム・ゴールドスミッド（Abraham Goldsmid）が自殺した。ベアリングと並ぶ英国債引受者であった。米英戦争が終わるとシティは世界一の国際金融市場となっていた。

### 経済格差と人口流出
1822年10月、ヴェローナ会議で東方問題をめぐる交渉が決裂してイギリスは五国同盟を脱退した。1823年、シティのブローカー兼ジョバーであったデヴィッド・リカードが死んだ。1825年の恐慌（Panic of 1825）で、イングランド銀行総裁（Cornelius Buller）と姻戚であったポール・ソーントン銀行（Pole, Thornton & Co.）が中央銀行から支援を得たが倒産、ウィリアムズ・ディーコンズ・バンクとなった。1837年恐慌では「3W（the three W's）」と呼ばれた三人のアメリカ人がイングランド銀行の資金注入を受けた。彼らは合衆国銘柄を株式公開したり、対米貿易金融のパートナーを募ったりして、非常な人気を博していた。この1830年代にはスミスフィールドの市に対する課税額が引き上げられた。1851年、海底ケーブルがドーバー海峡で開通した。1854年、株式会社銀行がシティの手形交換所（LCH）へ加入することが認められた。以降、20世紀末まで人口減少が止まらなかった。
保険と小口株式が広く資金をよびこみ、その資金が長期投資へ向かった。シティの経済構造は、クリミア戦争の戦後不況からベアリングス銀行の救済劇までの19世紀後半に周期的な恐慌をもたらした。シティを周辺地区と合併しようとする議論がおこり、1894年に王立委員会（Royal Commission on the Amalgamation of the City and County of London）が開かれたが、ウェストミンスターの意見変更により合併は行われなかった。
19世紀後半の経済構造は、ドーバー向かいのフランスをはじめとする欧州各国と関係しながら形成された。シティのマーチャント・バンク事務員は徒歩で混雑に耐えながら通勤し、薄給から各種保険料を払いながら生活していた。語学力のある通信士は高給取りであったが、しかし彼らの多くは外国人であった。両者の差は生涯賃金だけでなかった。およそ10年ごとに襲い来る恐慌から逃れる術を分かるかどうかは、語学力や職場環境によったのである。この経済格差を生じた期間には、スミスフィールドの市とシティの教区墓地が閉鎖となり、乗合馬車と鉄道が順に整備され、昼間人口が増えていった。
ロイズは、泡沫法が1824年に廃止されたことで海上保険業の独占を切り崩されていた（ロスチャイルド#ウィーン体制下）。1902年、ロイズの家系で主要な引受メンバーでもあったパーシー・バーナンド（Percy George Calvert Burnand）が財政危機に陥った。イギリスの造船業が19世紀後半にトップシェアを記録しつづけたので、海上保険市場は拡大していた。建艦競争がドイツ帝国との間に起こることもあった。その陰で、ロイズは静かに凋落し変化していった。

### 金本位制を離脱するまで
1912年、金融スキャンダルが2件あった。一つは昨年来ロンドン貴金属市場に参加していたサミュエル・モンタギュー（Samuel Montagu & Co.）というマーチャント・バンクが、イングランド銀行や政府と組んでインドの銀価格を操作して下げたという、タイムズの連載記事となったインディア・シルバー・スキャンダル。もう一つはグリエルモ・マルコーニを優遇し大英帝国の無線網を構築させ、あまつさえ政府がマルコーニ社の米子会社へ資本参加していたというものであった（Marconi scandal）。
第一次世界大戦のシティは敵国との経済関係に打撃をうけた。戦後モンタギュー・ノーマンが復旧に活躍した。彼は「シティの法王」とよばれ、また国際決済銀行の一員として金本位制を支持していた。1924年6月、ノーマンはイギリスを金本位制に復帰させる委員会をつくり、翌月までに9回召集した。参加者は、オースティン・チェンバレン委員長、アーサー・セシル・ピグーやジョン・メイナード・ケインズといった経済学者、元財務大臣ロバート・ホーン（Robert Horne）、レジナルド・マッケナミッドランド銀行（現HSBC）会長、ロンドン手形交換所加盟銀行の代表者各位、商工会議所の代表団、そして経団連（Federation of British Industries）である。ここまでして金解禁した結果、イギリスは世界恐慌で未曾有の金流出に見舞われた。1931年9月21日イングランド銀行が金本位制を離脱すると発表した。1933年ソシエテ・ジェネラルのジョージ・ボルトン（George Bolton）がイングランド銀行の理事となった。1932年6月イギリスは為替平衡勘定を創設して、過激にポンドを売り、正金とフランス・フランとアメリカ・ドルを買った。後二者はすぐ兌換した。これに耐えかねて1933年3月には連邦準備制度も金本位制をやめた。まるで1月にドイツ首相となったヒトラーから逃れるように、フランス銀行から金が流れ出ていった。1936年9月25日フランスも金本位制を放棄した。
この同日に英米仏三国通貨協定が締結された。これのためにボルトンやフランス銀行為替取引担当（Charles Cariguel）などの国際金融家が連携をとりあってきた。この協定は、英仏が自国通貨の対ドル相場を安定させることを条件にアメリカが兌換を継続するというものであり、それまで行われてきた自国通貨の切り下げ競争にピリオドを打ってブレトンウッズ協定の礎となった。1937年4月、英仏両政府がベルギーのパウル・ファン・ゼーラント首相に協定の実効性確保に向けた研究を依頼した。

### 英国病の発見まで
第二次世界大戦中の1940年、シティは火災に遭った（Second Great Fire of London）。ほとんど全ての教会が損壊、そのうち11の教会は再建されなかった。N・M・ロスチャイルド&サンズは戦中から組織改革をすすめ、1947年、節税を目的に新たな持株会社をつくった上で形式的な株式会社となった。1950年、シティがウェストミンスターと国政選挙区を統合した（Cities of London and Westminster）。戦中のLLC（London County Council）権限拡大が統合の背景をなした。
1946年、イギリスはケインズの交渉で37.5億ドルの借款を得た（Anglo-American loan）ことと引き換えに、ブロック経済を放棄した。それまでイギリスは貿易収支の赤字を貿易外収支の黒字で補っていたが、補填できなくなると金・ドル準備が減っていき、借款は世界的なドル不足によりわずか1年9ヶ月で費消された。ポンドは1958年にドルとの交換性を回復したが、1968年にシャルル・ド・ゴールの圧力で金の二重価格制が実現するまで値崩れしていった。そもそもの原因は、1943年に37億ポンドに達したイギリスの対外債務である。国際協定により対外債務はイングランド銀行に封鎖預金として累積された。1945年35.67億ポンドに減った。このあとリバウンドして1964年54.76億ポンドに激増した。1964年から1965年までに国際通貨基金から合計24億ドルを引き出し、また1964年には国際決済銀行と先進諸国から30億ドルの借款を得た。英国病で保護しきれなくなったフォレスタルは1969年に解体された。
このような時代の1960年に、ボルトンはシティをユーロカレンシー取引市場として再興しようと言い出した。交換性回復以前からシティにはユーロダラーが出回っていた。ファンド・オブ・ファンズのバーニー・コーンフェルドが営業のため世界を飛び回っていた。

### ロンドン特別区として
シティの就業人口（昼間人口の大部分）は1961年に39.5万人であったが、1986年には28万人に減少した。家賃の高騰が店舗やその他施設を市外へ移動させた。1961年から1986年という期間はグレーター・ロンドン・カウンシル（大ロンドン議会）のあった期間と重なっている。初代議長のビル・フィスケ（Bill Fiske）は、イングランド銀行とLLCで活躍した政治家であった。1966年末にポンド十進法化委員会の議長となり、翌年9月に男爵となった。この大ロンドン議会が廃止されてシティをふくむロンドン特別区が権限を回復すると、ビッグバンがスタートしてマーチャント・バンクとストックジョバー（Stockjobber）が次々と買収されていった。
ポンド十進法の採用は、完全な交換性を回復するためのステップであった。1958年の交換性は、イギリス人と国内企業に保障されなかった。ブローカーとジョバーがそれぞれにカルテルを形成している伝統的な証券市場が生き延びることとなった。しかしボルトンが育てたユーロカレンシー市場が情報革命という追い風を受けて、シティのジェントルマンに襲いかかった。1971年ニクソン・ショックがおこり、8年後マーガレット・サッチャーが首相となってすぐポンドの取引規制を全面撤廃したのである。
1986年10月のビッグバンという規制撤廃もジェントルマンの古い聖域に踏み込んだものであった。しかしブローカーとジョバーの兼業解禁は19世紀に逆戻りする考え方であって、利益相反を既成事実化するところは投信と癒着した米国大資本の手口にそっくりだった。シティに投下された外資は弱い産業を育てることなく目先の利益を追求したから、経済効果もそれなりだった。

## 経済

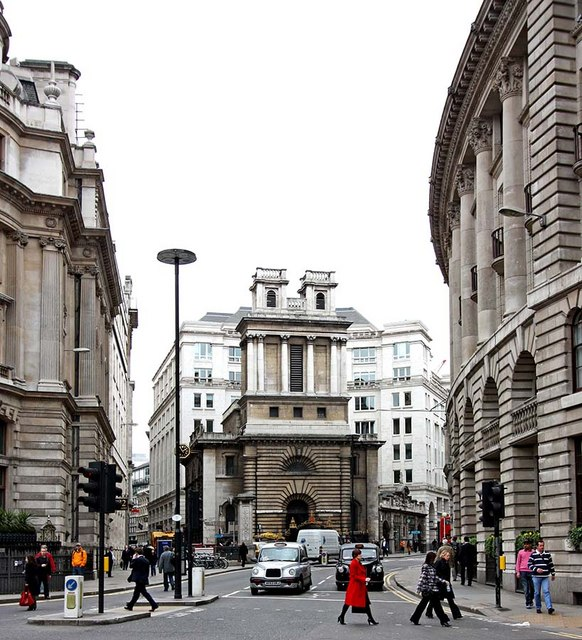
バンク交差点 (Bank Junction) からロンドン金融市場の中心街ロンバード・ストリートを見る。左手に続く。しばしばNYウォール街と比較される。
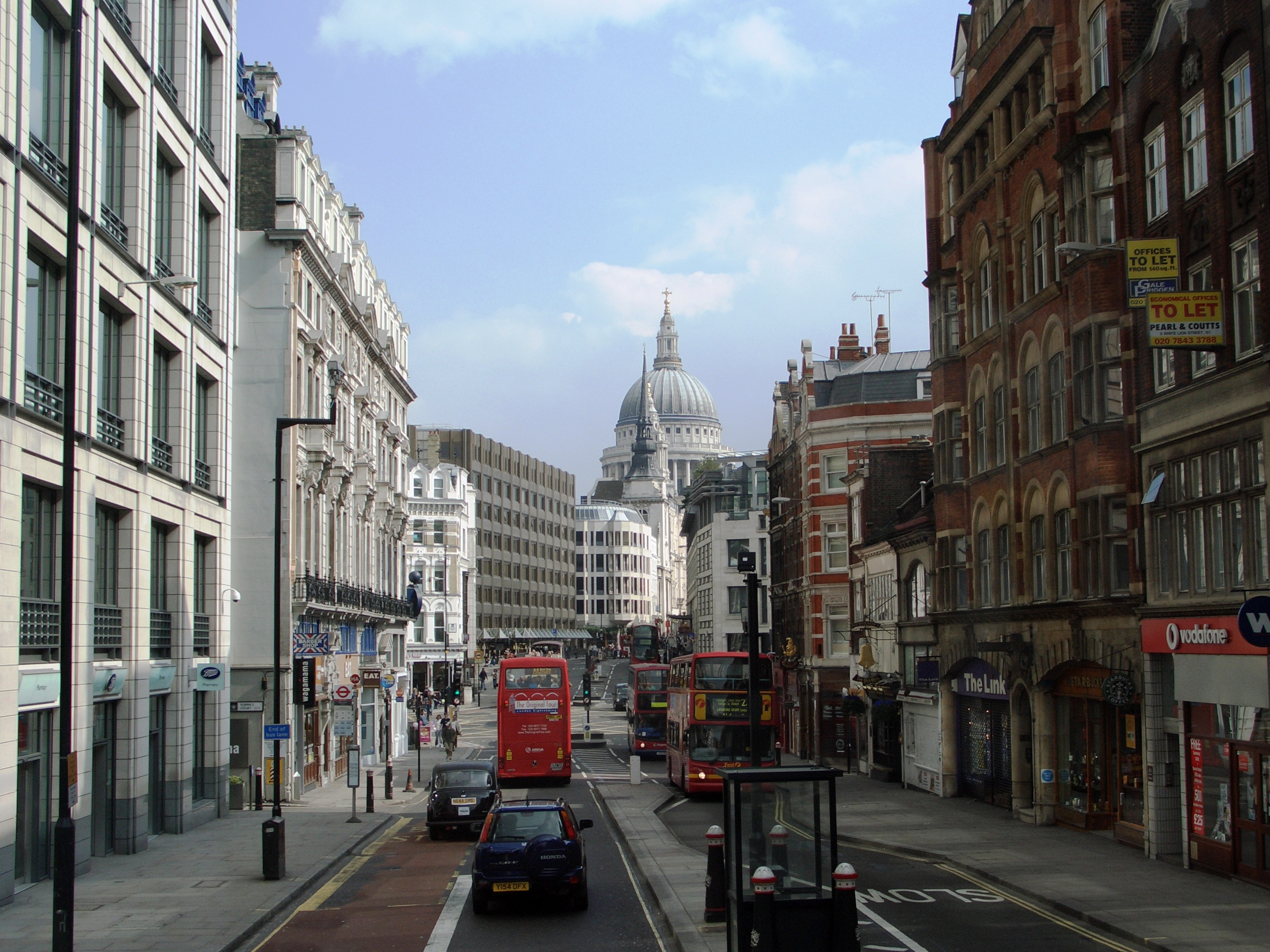
フリート・ストリート、2008年。ウェストミンスター区チャリング・クロス（トラファルガー広場）から東に走るストランド (Strand) と西側区境で接続する。
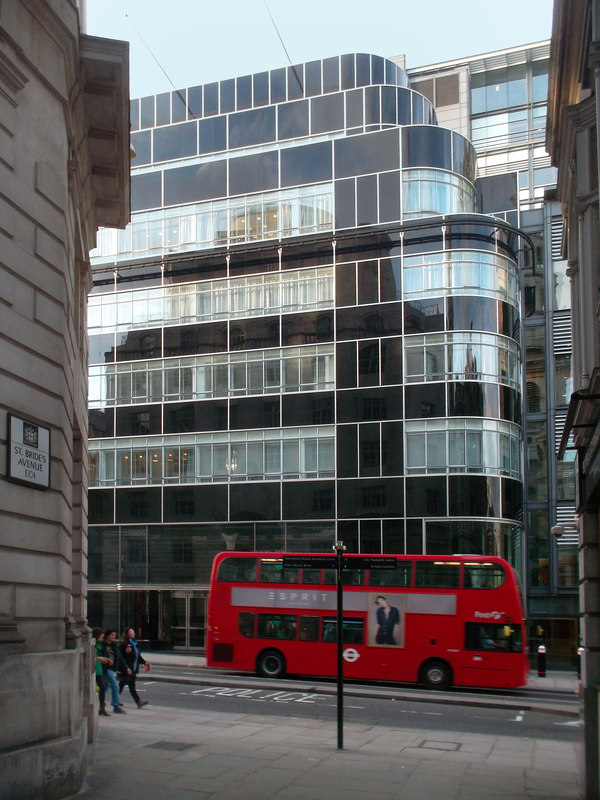
Daily Express Building, 120 Fleet St, London（アールデコ調のデイリー・エクスプレス旧本社ビル、1932年築。フリート・ストリート [注釈 21]）
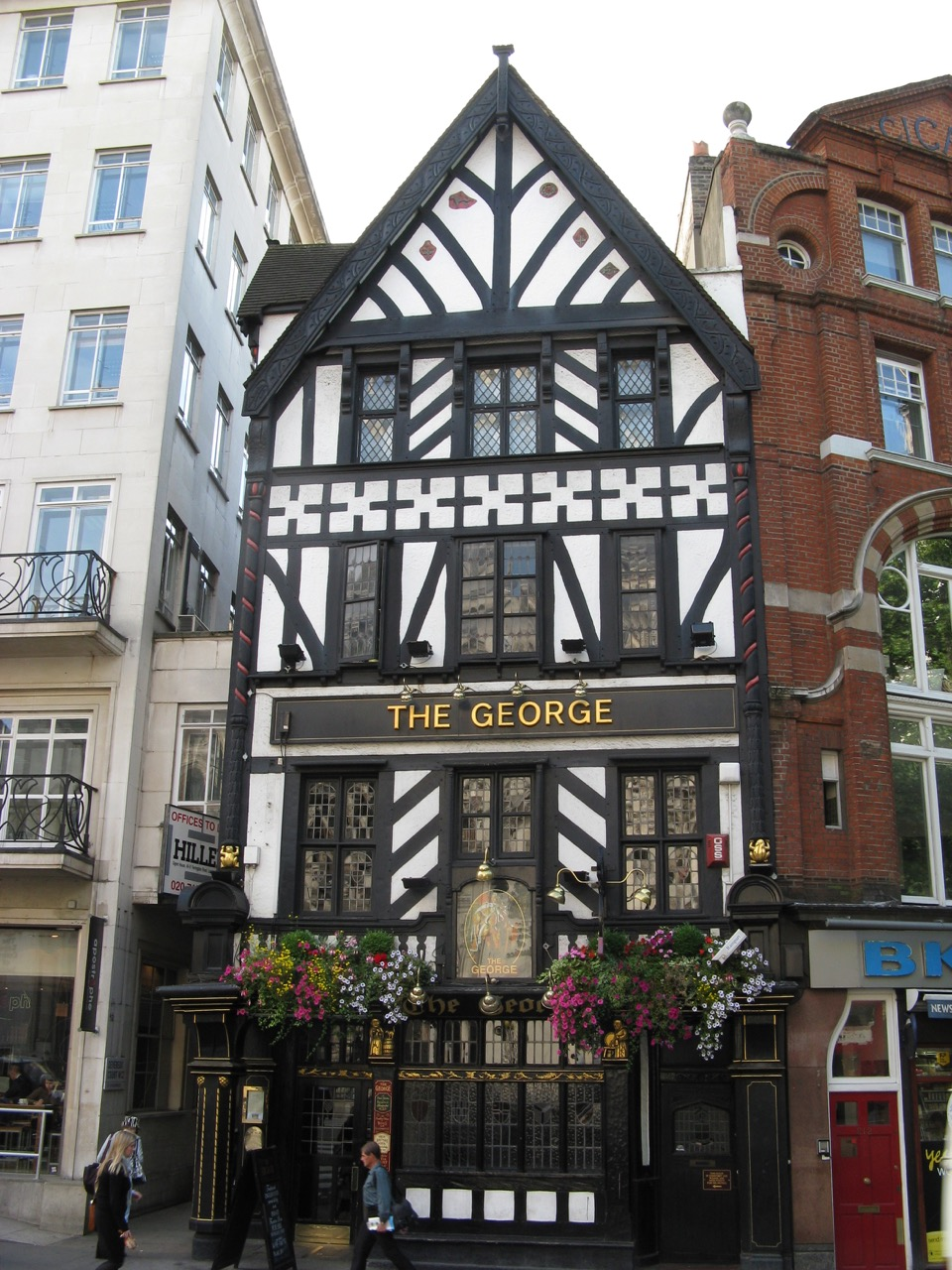
213 Strand, London. Date 21 August 2009（ストランドが走る区境界隈は厳密にはシティのテンプル地区 (Temple [注釈 22]) と接するウェストミンスター区オールドウィッチになる。界隈には歴史的建造物 GradeⅡ指定のShell Mex House, 通称"80 Strand"がテムズ河畔に建つ）

三大金融市場の一つロンドン金融市場を抱える世界金融の中心地として、ロンドン証券取引所、世界的保険市場かつ法人名たるロイズ、イングランド銀行、2004年までゴールドの値決めをしていた"ニューコート（New Court）"と呼称されるロスチャイルド&カンパニー、スタンダード・チャータード銀行、"イギリス四大銀行"とされるロイズ銀行（Lloyds Bank）を抱えるロイズ・バンキング・グループが本社機能を置く。日本法人では野村證券、みずほフィナンシャルグループ、三井住友フィナンシャルグループ、三菱UFJアセットマネジメントなど三菱UFJフィナンシャルグループ等がEMEAの拠点機能を置いている。
2019年に入るとフィナンシャル・タイムズ本社が、テムズ川対岸のサザーク区内から、1980年代まで入居していたシティのブラッケン・ハウス (Bracken House) に戻った。ブラッケン・ハウスには上記みずほも入居している。また、ブラッケン・ハウスがあるキャノン・ストリート（Cannon Street）より西側を東西に走るフリート・ストリート（Fleet Street）には、かつて国内新聞各紙が集まっていたため、"フリート街"は国内新聞各紙を指す代名詞ないし換喩になっていた。そのフリート街に"Daily Telegraph Building"があるが、ルパート・マードック率いるニューズ・コープ傘下ニューズ・インターナショナル（現News UK）で、オフセット印刷普及に反対する旧来型のライノタイプ印刷工が1986年に労働争議「ワッピング争議」（The Wapping dispute ）を起こしてから、デイリー・テレグラフ・グループ本社は西隣ウェストミンスター区ヴィクトリアに移転。その後、カタール王族の投資会社が所有し、ゴールドマン・サックスが入居した。
テムズ川に沿ってシティの東側には再開発事業で造成された新興金融センターの「カナリー・ワーフ」が拡がる。
しかし、2020年のイギリスの欧州連合離脱により、金融拠点をフランクフルト、パリ、アムステルダム、ダブリンなどに移転する動きが加速している。
その他、BTグループ（BT Group）本社はシティ（81 Newgate St）にある。GAFAを見ると、シティの北東側至近、ショーディッチのPrincipal Placeには、2017年からAmazon.com UK本社が入居した。Facebookはシティ西側カムデン区との境界界隈ウェストミンスター区のOne Rathbone SquareにUK本社があり、Google UK本社はカムデン区のキングス・クロス界隈にある。対してApple UKは、2021年にテムズ川南岸ワンズワース区バタシー発電所跡に主要本社機能を集約・移転予定。

## 公共サービス

### 警察
シティはグレーター・ロンドンのその他の地域を管轄するロンドン警視庁とは別に、独自の警察組織であるロンドン市警察 (City of London Police) を組織している。ロンドン市警察は、スノーヒル、ウッドストリート、ビショップスゲートの3ヶ所に警察署を有し、813人の警察官と85人の特別巡査、および48人の補助警察官が職務にあたっている。管轄区域はシティ・オブ・ロンドン全域のみで、イングランドとウェールズにある警察組織としては、管轄範囲と警察官の人員数の点で、共に最も小さい。
イギリスの大多数の警察官は銀色のバッジを着用するが、市警察のバッジは市の紋章を基調とした黒と金の意匠が施されている。他にも、赤白のチェック柄のキャップバンドや、巡査や巡査部長の制服の上着の袖に着ける赤白のストライプ状の職務用腕章など、イギリスの多くの警察では白黒の配色であるところを、市警察の色である赤白の配色で作られているものがある。市警察の巡査と巡査部長は、徒歩によるパトロールの際、羽飾りのついたカストディアンヘルメットをかぶる。このヘルメットには、イングランドやウェールズの多くの警察用ヘルメットで使用されるブランズウィックスターは付いていない。

### 消防
シティではセント・ポール大聖堂、オールド・ベイリー、マンションハウス、スミスフィールド・マーケット、ギルドホール、その他多くの高層建築を含む、あらゆる建物や場所で火災の危険性がある。しかし、シティ内にはダウゲートにロンドン消防庁の消防車が一台配備されているのみである。そのため、シティは周辺の区にある消防署に依存して、火災発生の際は消火活動等の支援を受けている。統計によれば、シティ内で発生した火災に対応する1台目の消防車は平均で約5分以内に現場へ到着し、要請に応じて派遣される2台目は通報後約5分台後半で到着する。2006年度にシティで発生した火災案件は1,814件でロンドン32区の中では最小だった。2007年までの4年間は、シティで発生した火災による死者はゼロだった。

## 教育
初等学校（小学校）・中等学校・特別学校（特別支援学校）については、居住人口や学校が少ないため、近隣のイズリントン区、タワーハムレッツ区、シティ・オブ・ウェストミンスター、サザーク区などの学校に通わせている家庭が多い。
また2000年代以降、特に2010年代以降のイギリスの教育政策において、国公立の私立化の過程で「アカデミー」（en）が設けられた。各アカデミーが基金を募る、インデペンデント・スクールの一種になる。2022年1月現在、国公立の初等学校の39%、中等学校の80%、特別支援学校の43%がアカデミーに転換している。

## 名所

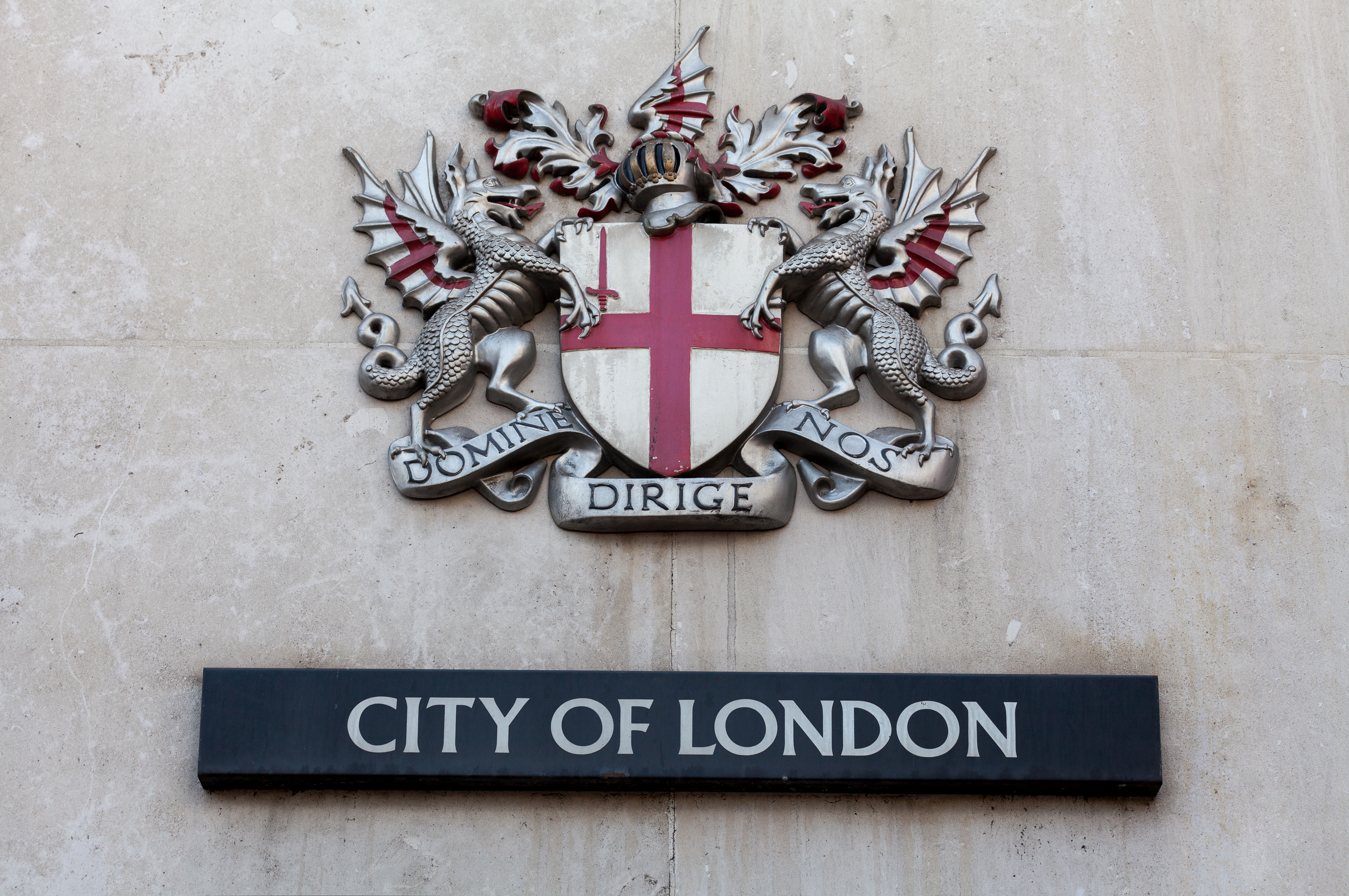
シティの紋章

### 歴史的建造物
火災、爆撃、そして第二次世界大戦後のロンドンの再開発はシティにも影響を及ぼしたが、著名な歴史的建造物の多くはこれらの災禍から無傷あるいは軽微な損傷にて免れたため、他の都市に比べて再開発の規模は比較的小さかった。
今日まで残存している建築は、以下の通り。
- ロンドン大火記念塔（モニュメント）
- セント・ポール大聖堂
- ギルドホール
- 王立取引所
- ジョンソン博士の家（サミュエル・ジョンソンの旧居）
- マンションハウス
- シティに点在する教会群多くの教会（英語版）[注釈 24]
- ジ・オールド・チェシャー・チーズ

また、以下はテンプル地区への激しい爆撃に耐えた著名な建築である。ただし、これらは大規模な改修を受けている。
- 2キングズ・ベンチ・ウォーク（英語版）
- ヘンリー王太子の部屋（英語版）

ホルボーンのハイウェイ（Holborn Circus）西部にアルバート公子の乗馬像がある。デビアスのチャールズ・オッペンハイムが贈呈した。その他の著名な現代的高層建築や歴史的名所の数々を以下に示す。
- ロンドン塔[注釈 25]
- イングランド銀行
- オールド・ベイリー（英語版）
- スミスフィールド・マーケット
- バービカン・エステート（英語版）
  - バービカン・アート・センター
- セント・ジャイルズ＝ウィズアウト＝クリップルゲート
- シティ・オブ・ロンドン・スクール（英語版）
- シティ・オブ・ロンドン女子学校（英語版）
- 法曹院[注釈 26]

- ロンドン・ストーン
- ロンドン・ウォール
- ロンドン博物館（英語版）
- ロンドン橋
- ニューゲート監獄
- ロンドン波止場
- セント・バーソロミュー病院
- セント・バーソロミュー・ザ・グレート教会
- テンプル・バー（英語版）
- テンプル・オブ・ミトラス（英語版）
- テンプル教会

### 超高層建築物
また、多くの高層建築物や超高層建築物がシティ内に存在し、主に金融ビジネス部門に利用されている。これらのほとんど全てはシティの中でも金融の中心である、スクエア・マイルの東側に集中している。それに比べてシティの北部にはバービカン・エステートの3つの居住用タワーと商業用のシティポイント・タワーが立つ小規模なビル群があるのみである。
シティ・オブ・ロンドン内で最も高い建築物の年表を以下に示す。
| 名称                             | 最高の高さを誇った期間 | 高さ（メートル） | 高さ（フィート） | 階数 |
| -------------------------------- | ---------------------- | ---------------- | ---------------- | ---- |
| ザ・リーデンホール・ビルディング | 2014-                  | 225              | 737              | 48   |
| ヘロンタワー                     | 2010-2014              | 202              | 663              | 46   |
| タワー42                         | 1980–2010              | 183              | 600              | 47   |
| シティポイント                   | 1967–1980              | 122              | 400              | 35   |
| セント・ポール大聖堂             | 1710–1962              | 111              | 365              | n/a  |
| セント・メアリー・ラ・ボウ教会   | 1683–1710              | 72               | 236              | n/a  |
| ロンドン大火記念塔               | 1677–1683              | 62               | 202              | n/a  |
| サザーク大聖堂                   | 1666-1677              | 50               | 163              | n/a  |
| 旧セント・ポール大聖堂           | 1310-1666              | 150              | 493              | n/a  |
| ホワイトタワー                   | 1098-1310              | 27               | 90               | n/a  |

現在シティ以内に立地している高さ100 m以上の建築物は以下の通り。
| 順位 | 名称                                                  | 竣工                | 用途     | 高さ     | 高さ     | 階数 | 住所                                       |
| 順位 | 名称                                                  | 竣工                | 用途     | メートル | フィート | 階数 | 住所                                       |
| 1    | リーデンホール・ビルディング ("チーズグレイター")     | 2014年              | オフィス | 225      | 737      | 48   | リーデンホール・ストリート122番地          |
| 2    | ヘロンタワー                                          | 2010年              | オフィス | 202      | 663      | 46   | 110 ビショップスゲート                     |
| 3    | タワー42                                              | 1980年              | オフィス | 183      | 600      | 47   | オールド・ブロード・ストリート25番地       |
| 4    | 30セント・メリー・アクス（"ガーキン"）                | 2003年              | オフィス | 180      | 590      | 40   | セント・メリー・アクス30番地               |
| 5    | ブロードゲート・タワー                                | 2008年              | オフィス | 164      | 538      | 35   | ビショップスゲート201番地                  |
| 6    | 20フェンチャーチ・ストリート ("ウォーキー・トーキー") | 2014年              | オフィス | 160      | 525      | 37   | フェンチャーチ・ストリート20番地           |
| 7    | シティポイント                                        | 1967年              | オフィス | 127      | 417      | 36   | ロープメーカー・ストリート                 |
| 8    | ウィリス・ビルディング                                | 2007年              | オフィス | 125      | 410      | 26   | ライム・ストリート51番地                   |
| =9   | クロムウェル・タワー                                  | 1973年              | 居住用   | 123      | 404      | 42   | バービカン・エステート                     |
| =9   | ローダーデール・タワー                                | 1974年              | 居住用   | 123      | 404      | 42   | バービカン・エステート                     |
| =9   | シェークスピア・タワー                                | 1976年              | 居住用   | 123      | 404      | 42   | バービカン・エステート                     |
| 12   | セント・ヘレンズ ("アビバ・タワー")                   | 1969年              | オフィス | 118      | 387      | 28   | セント・メアリー・アクス、アンダーシャフト |
| 13   | "ザ・ヘロン"                                          | 2013年              | 居住用   | 112      | 367      | 35   | バービカン、ミルトン・コート               |
| 14   | セント・ポール大聖堂                                  | 1710年              | 教会     | 111      | 365      | n/a  | ルドゲート・ヒル                           |
| 15   | 99ビショップスゲート                                  | 1976年              | オフィス | 104      | 340      | 26   | ビショップスゲート99番地                   |
| 16   | ストック・エクスチェンジ・タワー                      | 1970年 (2009年再建) | オフィス | 100      | 328      | 27   | オールド・ブロード・ストリート125番地      |

シティ内で100 mを超える建築物または構築物のうち建設中あるいは建設が予定されているものを以下に挙げる。
| 名称                                  | 高さ     | 高さ     | 階数 | 住所                          | 用途          | 状況         |
| 名称                                  | メートル | フィート | 階数 | 住所                          | 用途          | 状況         |
| ザ・ピナクル ("ヘルター・スケルター") | 288      | 945      | 63   | ビショップスゲート22-24番地   | オフィス      | 建設中       |
| 100ビショップスゲート                 | 172      | 564      | 40   | ビショップスゲート100番地     | オフィス      | 建設地検討中 |
| ヘロン・プラザ                        | 135      | 443      | 44   | ビショップスゲート128-140番地 | ホテル/居住用 | 建設地検討中 |

## 関係者
居住その他ゆかりある人物
- ウィリアム・ハーヴェイ（解剖学者、医師。血液循環説） - 1604-1639年の期間、ラドゲイト・ヒル（Ludgate Hill）界隈の St Martin's Church 境内に居住。
- サミュエル・バーチ（英語版）（軍人） - ラドゲイト・ヒル (Ludgate Hill) 界隈に居住。アメリカ独立戦争時の大陸派遣イギリス軍唯一の竜騎兵連隊の連隊長。のち陸軍少将。
- ネイサン・メイアー・ロスチャイルド（ロンドン・ロスチャイルド家の祖）- 1809年、一族の金融事業を商うため、ニューコート（2 New Court Street）、及びセイント・スウィジンズ・レーン（St Swithin's Lane）を賃借し、現在のロスチャイルド&カンパニーの基となる。1824年、ネイサンは保険会社 Royal & Sun Alliance（現 RSA Insurance Group）を設立した。

出身者